# Léogeats
Léogeats är en kommun i departementet Gironde i regionen Nouvelle-Aquitaine i sydvästra Frankrike. Kommunen ligger i kantonen Langon som tillhör arrondissementet Langon. År 2022 hade Léogeats 880 invånare.

## Befolkningsutveckling
Antalet invånare i kommunen Léogeats
Referens:INSEE